# Villa Air
Villa Air, ist eine maledivische Fluggesellschaft mit Sitz in Malé und Basis auf dem Malé International Airport. Sie wurde 2011 als FlyMe gegründet. Die Aufnahme eines Wasserflugzeugbetriebes war für das vierte Quartal 2019 vorgesehen, steht aber aus, da das neue Wasserflugzeugterminal in Malé noch nicht eröffnet ist.[veraltet] Die vier dafür vorgesehenen Maschinen sollten im Oktober 2019 ausgeliefert werden, sind aber noch nicht im Einsatz.[veraltet]

## Flugziele
Villa Air bedient mehrere Ziele im Inland im Regelbetrieb (Malé, Maamingili und Dharavandhoo), daneben zwei weitere Verbindungen im Charter (Hanimaadhoo [Distrikt Süd-Thiladhunmathee]–Dharavandhoo und Kadhdhoo [Distrikt Laamu]–Maamingili), die im August 2022 auf der Website von FlyMe nicht mehr aufgeführt waren. Für Ende September 2021 war die Aufnahme einer ersten internationalen Verbindung nach Indien geplant, die im August 2022 jedoch im Flugplan nicht verzeichnet war.

## Flotte
Mit Stand März 2023 bestand die Flotte der FlyMe aus einem Flugzeug mit einem Alter von 3,4 Jahren:
| Flugzeugtyp | Anzahl | bestellt | Anmerkungen |
| ----------- | ------ | -------- | ----------- |
| ATR72-600   | 1      |          |             |

### Ehemalige Flugzeugtypen
- ATR72-500
- DHC-6-Serie 300